# Игнатий (Самаан)
Митрополи́т Игна́тий (исп. Metropolita Ignacio, в миру Шади Салим Самаан, фр. Chadi Salim Samaan; род. 1975, Дамаск) — епископ Антиохийской православной церкви, митрополит Мексиканский, Венесуэльский, Карибский и всей Центральной Америки.

## Биография
В 1996 году закончил Дамасский университет со степенью по бакалавра фармацевтики. В 2001 году окончило Богословский институт святого Иоанна Дамаскина в Ливане. Также прошёл курс обучения на кафедре литургики в Университете Аристотеля в Салониках в Греции. В 1997—2000 годах был регентом хора византийской музыки Баламандского университета.
20 декабря 1999 года был рукоположен во диакона патриархом Антиохийским Игнатием IV. 12 сентября 2001 года был рукоположен во пресвитера с возведением в сан архимандрита. В том же году был назначен протосинкеллом Мексиканской митрополии Антиохийского патриархата, где служил под началом у митрополита Антония (Шедрауи), где совмещал это служение с настоятельством в Георгиевском соборе в Мехико. Его пастырская деятельность включала регулярую публикацию воскресного бюллетеня, организацию епархиального интернет-сайта, перевод литургических текстов на испанский язык, издание ряда книг, образование соборного хора.
В рамках своей пастырской деятельности основал издательство «Barek», по линии которого опубликовал ряд книг, в том числе переводов с арабского, английского и греческого языков, включая издания литургических книг. Содействовал в распространению византийского пения на испанском языке, организовал преподавание византийской музыки в хоре Собора Святого Георгия, выпустил пять альбомов из серии «византийская Музыка на испанском языке» («Música bizantina en español»). Административный координатор и преподаватель «Православной учебной семинарии в Иберо-Латинской Америке» (Seminario Ortodoxa de Formación en Ibero América; кратко S.O.F.I.A.), виртуального богословского и пастырского учебного заведения, спонсируемого и санкционированного архиепархией Антиохийского Патриархата в Латинской Америке в 2009—2011 годы.
На заседании Священного Синода Антиохийской Православной Церкви 21-23 июня 2011 года был избран викарием Мексиканской епархии с титулом «Кесарийский». 10 июля 2011 года в Дамасском Успенском кафедральном соборе состоялась его епископская хиротония, которую совершили: Патриарх Антиохийский Игнатий IV, митрополит Сурско-Сайдский Илия (Кфури), митрополит Мексиканский Антоний (Шедрауи), митрополит Сантьягский и всего Чили Сергий (Абад), митрополит Сан-Паульский Дамаскин (Мансур), митрополит Бострийский Савва (Эсбер), митрополит Хомский Георгий (Абу-Захам),  митрополит Алеппский Павел (Язиджи), митрополит Европейский Иоанн (Язиджи),  митрополит Аккарский Василий (Мансур), епископ Дарайский Моисей (Хури), епископ Сейднайский Лука (Хури) и епископ Каррский Гаттаз (Хазим).
В его ведения вошла территория в Венесуэлы и Карибского бассейна. Его резиденция располагалась в Каракасе.
4 октября 2017 года на заседании Священного Синода Антиохийской Православной Церкви был избран митрополитом Мексиканским. 4 ноября того же года в Георгиевском соборе в Мехико патриарх Антиохийский Иоанн X совершил его настолование.